# Epsilon Sagittarii
Epsilon Sagittarii (ε Sagittarii, viết tắt thành Epsilon Sgr, ε Sgr), còn có tên khác là Kaus Australis, là một hệ sao đôi trong chòm sao hoàng đạo Nhân Mã. Cấp sao biểu kiến của sao này là +1.85, làm cho nó trở thành ngôi sao sáng nhất trong chòm sao trên. Dựa trên phép đo dùng thị sai, ngôi sao này cách Mặt Trời khoảng 143 năm ánh sáng (44 parsec).

## Đặc điểm
Thành phần chính của hệ sao đôi này có mã phân loại sao là B9.5 III, với cấp độ sáng mức III cho thấy đây là một sao khổng lồ đã tiến hóa và đã dùng hết nguồn cung cấp hydro ở lõi của nó. Đường kính góc của sao này, đo bằng phương pháp giao thoa, sau khi chỉnh sửa hiệu ứng tối ở biên, là 1.44 ± 0.06 mas, trong khoảng cách ước tính của nó, tương đương với một bán kính gấp khoảng 6,8 lần bán kính Mặt Trời. Đây là một kết quả sát với giá trị thực nghiệm, xác định bán kính gấp 6,9 lần so với Mặt Trời. Nó có khối lượng khoảng 3,5 lần Mặt trời và có độ sáng gấp 363 lần độ sáng của Mặt trời từ bầu khí quyển bên ngoài ở nhiệt độ hiệu dụng 9,960 K. Ở nhiệt độ này, ngôi sao phát sáng với màu xanh-trắng.
Ngôi sao này đang quay nhanh với tốc độ quay được dự báo là 236 km s−1. Nó có từ trường có cường độ trong dải 10.5–130.5 G và là một nguồn phát tia X với độ sáng khoảng 1030 erg s−1. Hệ thống phát xạ bức xạ hồng ngoại quá mức, cho thấy sự có mặt của một đĩa bụi bao quanh. Dựa vào nhiệt độ của đĩa này, xác định được nó quay quanh khoảng cách trung bình 155 AU tính từ sao chính.
Tính đến 2001, sao thứ cấp được đặt ở một khoảng cách góc của 2.392 giây tính từ sao chính dọc theo góc vị trí 142.3°. Ở khoảng cách của hệ thống này, góc này tương đương với khoảng cách vật lý 106 AU, mà đặt nó bên trong đĩa bụi. Đây là một sao trong dãy chính với khối lượng khoảng 95% khối lượng Mặt Trời. Hệ thống có độ phân cực tuyến tính cao hơn dự kiến đối với khoảng cách từ mặt trời; điều này đã được giải thích vì ánh sáng phân tán ra khỏi đĩa từ sao thứ cấp. Trước khi nhận dạng năm 1993 bằng cách sử dụng một coronagraph quang học thích ứng, sao thứ cấp này có thể đã chịu trách nhiệm cho các quang phổ dị thường được cho của là sao chính. Có một sao đồng hành ứng viên có mặt ở góc độ cách nhau 32,3 arc-giây.